# 한신 고속도로 3호 고베선

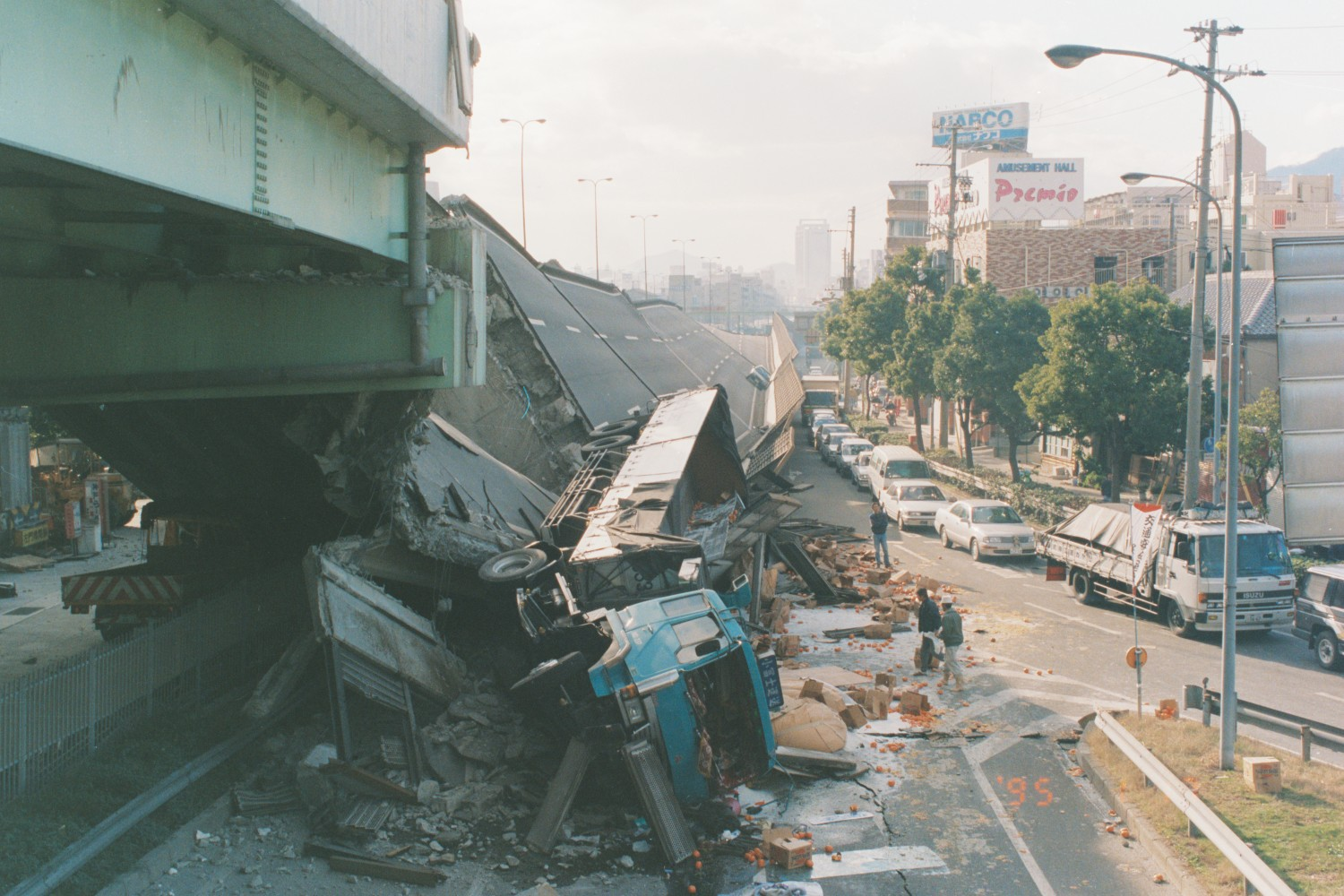
한신 아와지 대지진 당시 무너져 있는 고가교의 모습.

한신 고속도로 3호 고베 선(일본어: 阪神高速3号神戸線, Route 3 Kobe Line)은 오사카시 니시구의 아와자 분기점에서 고베시 스마구 제2신메이 유료 도로(쓰키미야마 출입구)까지 이어주는 총 연장 39.6 km의 거리를 가진 도시 고속도로 노선망이자 한신 고속도로의 노선이다. 그래서 이 도로가 주요 지방도로 지정된 상태이며 도도부현도 번호는 별도로 부여받지 않는 것으로 보인다.

## 개요
아마가사키히가시에서 마야 사이의 구간은 국도 제43호선과 같이 병주하고, 마야에서 와카미야까지는 국도 제2호선과 나란히 병주하고 있다. 또한 에비에와 이쿠타가와 사이의 구간은 한신 본선에 거의 인접된 구간을 통과하고 있는 것으로 드러난다. 

### 노선명
- 오사카부도 고속 오사카 니시노미야 선 : 오사카시 니시구 니시혼마치 3초메 ~ 오사카시 니시요도가와구 쓰쿠다 7초메
- 효고현도 고속 오사카 니시노미야 선 : 아마가사키시 히가시혼초 1초메 ~ 니시노미야시 이마즈미즈나미초
- 효고현도 고속 고베 니시노미야 선 : 고베시 스마구 쓰키미야마초 3초메 ~ 니시노미야시 이마즈미즈나미초

### 도로 규격
- 도로 구분 : 제2종 제2급
- 설계 속도 : 시속 60 km/h (일부 구간은 시속 80 km/h까지 가능하며, 와카미야 출입구 이서 지역은 시내 도심 일반도로와 비슷하게 시속 50 km/h로 제한)
- 차선수 : 왕복 4차선 (왕복 6차선 구간은 에비에(일본어판) - 무로카와(일본어판) 사이의 구간 한정)
- 출입구 : C규격으로 적용, 설계 속도는 시속 40 km/h

## 지진 관련 사건
1995년 1월 17일 당시 효고현 남부 지진(관련된 세부 내용은 한신·아와지 대진재 문서 참조)에 따라 전 구간에 걸쳐 손상시킨 내력이 있었다. 그러나 후카에 출입구 부근 지역의 약 500미터에서는 심하게 파괴되는 등 막심한 피해가 발생된 것으로 보고되어 있다. 그 때에는 고속도로가 옆으로 뉘워져 있었던 것으로 보이게 되는 등 고베 일대가 지진 여파에 따라 도로가 쑥대밭으로 만든 사실도 있었다.

## 노선 개황

### 차선 및 최고속도
- 아와자 분기점 - 나카노시마니시 : 왕복 4차선, 시속 40 km/h
- 나카노시마니시 - 에비에 분기점 : 왕복 4차선, 시속 60 km/h
- 에비에 분기점 - 무로가와 : 왕복 6차선, 시속 60 km/h
- 무로가와 - 와카미야 : 왕복 4차선, 시속 60 km/h
- 와카미야 - 제2 메이한 접촉부 : 왕복 4차선, 시속 50 km/h

### 도로 정보 관련 라디오
- 에비에 : 나카노시마니시 ~ 히메지마
- 아마가사키 : 아마가사키히가시 ~ 아마가사키니시
- 니시노미야 : 니시노미야IC ~ 니시노미야TB
- 우오자키 : 후카에 ~ 우오자키
- 교바시 : 이쿠타가와 ~ 교바시
- 와카미야 : 와카미야 ~ 쓰키미야마

상기 라디오 정보는 통상적으로 볼 때 해당 도로 정보의 첫 머리는 대체적으로 보면 "이곳은 한신 고속도로 측 00(국명)입니다. 오전/오후 XX시 XX분 현재 도로 정보를 알려드립니다."라고 방송된다.

## 갤러리

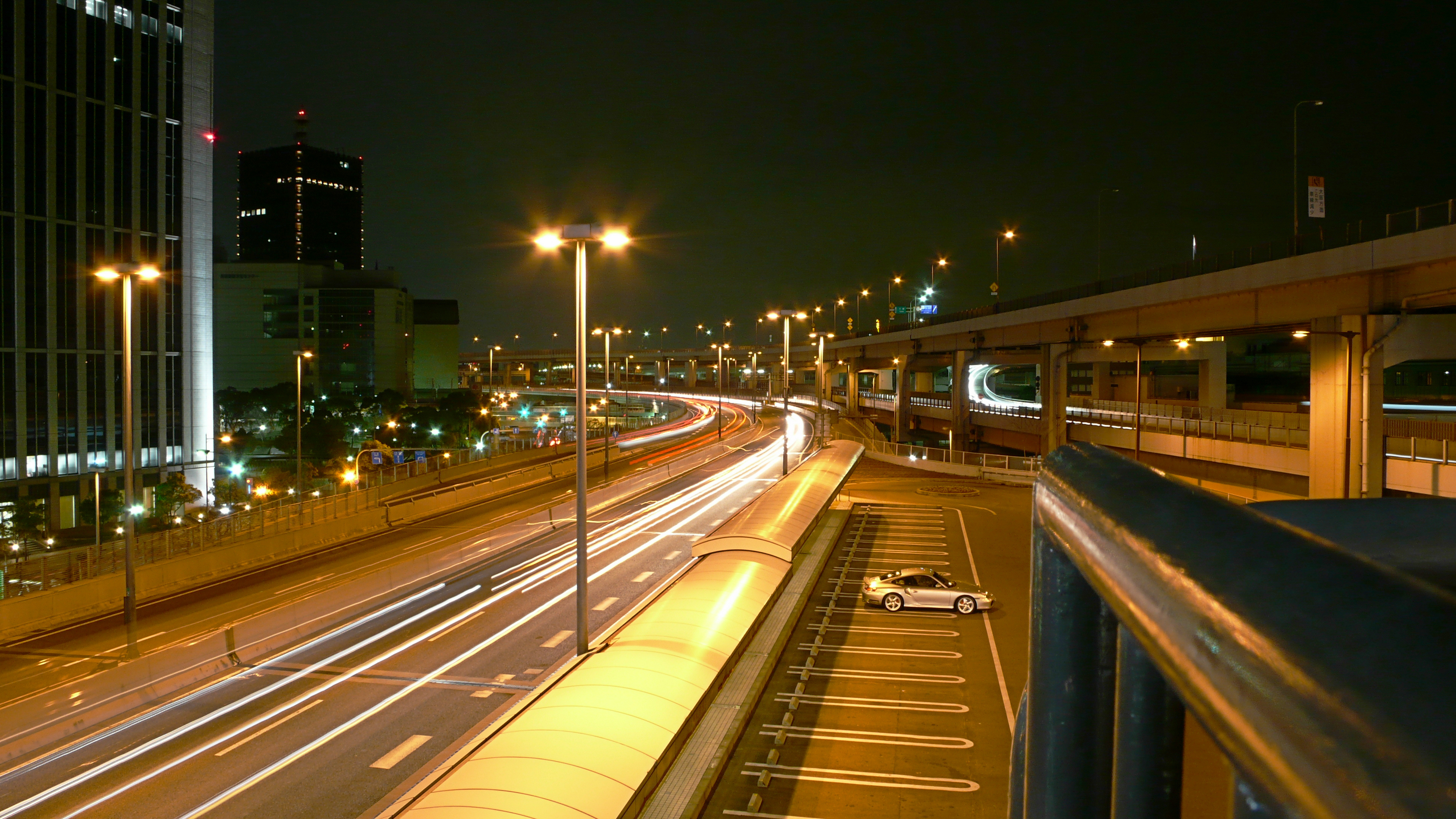
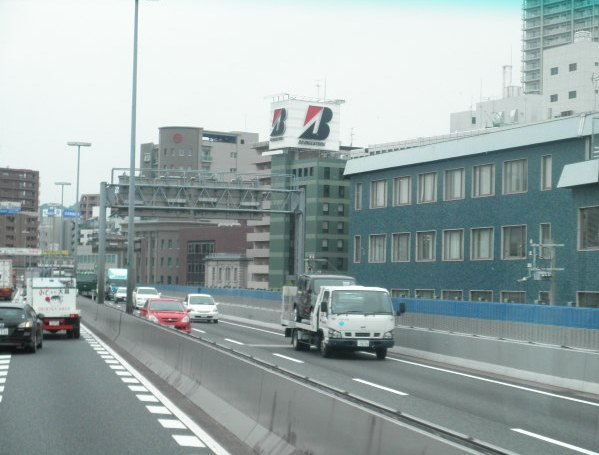
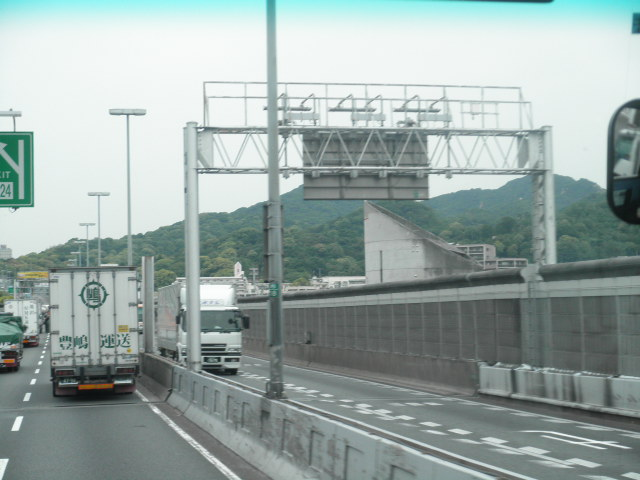

## 접촉하는 고속도로
- 한신 고속도로 16호 오사카항 선
- 한신 고속도로 2호 요도가와사간 선
- 한신 고속도로 31호 고베야마노테 선
- 메이신 고속도로
- 제2신메이 유료 도로(일본어판)